# 319 (numero)
Trecentodiciannove (319) è il numero naturale dopo il 318 e prima del 320.

## Proprietà matematiche
- È un numero dispari.
- È un numero composto con 4 divisori: 1, 11, 29, 319. Poiché la somma dei suoi divisori (escluso il numero stesso) è 41 < 319, è un numero difettivo.
- È un numero semiprimo.
- È un numero omirpimes.
- È la somma di tre numeri primi consecutivi, 319 = 103 + 107 + 109.
- È un numero fortunato.
- È parte delle terne pitagoriche (220, 231, 319), (319, 360, 481), (319, 1740, 1769), (319, 4620, 4631), (319, 50880, 50881).
- È un numero felice.
- È un numero di Ulam.
- È un numero di Smith nel sistema numerico decimale.
- È un numero congruente.

## Astronomia
- 319P/Catalina-McNaught è una cometa periodica del sistema solare.
- 319 Leona è un asteroide della fascia principale del sistema solare.

## Astronautica
- Cosmos 319 è un satellite artificiale russo.